# 大田区立矢口東小学校
大田区立矢口東小学校（おおたくりつ やぐちひがししょうがっこう）は、東京都大田区にある区立小学校である。

## 概要
大田区立矢口東小学校は、東京都大田区にある公立小学校である。1927年に開校した。

## 沿革
大田区立矢口東小学校のWebサイトより
- 1927年
  - 9月30日 - 小林町278番地に校地決定。校舎落成木造
  - 10月1日 - 東京府荏原郡矢口東尋常小学校として開校する。矢口校１、２、3年分離4学級児童259名
- 1932年10月1日 - 東京府東京市矢口東尋常小学校と改称
- 1943年7月1日 - 東京都矢口東国民学校と改称
- 1945年5月24日 - 戦災により校舎焼失する
- 1947年4月1日 - 東京都大田区立矢口東小学校と改称
- 1948年6月 - 校歌制定（作詞高橋掬太郎・作曲江口夜詩）
- 1967年
  - 3月30日 - 校舎の改築（第1期）完成
  - 12月23日 - 体育館完成
- 1974年5月7日 - 校舎の改築（第2期）完成
- 1975年3月11日 - 校舎の改築（第3期）完成、完成校舎となる
- 1979年3月31日 - プール改修完成
- 1979年9月28日 - 校庭整備が完了
- 2000年11月15日 - 耐震工事完成
- 2004年4月1日 - 大田区研究奨励校に指定される（平成16・17年度）
- 2005年11月22日 - 大田区研究奨励校研究発表「豊かな表現力の育成」
- 2012年
  - 3月31日 - 特別支援教室及び図工室内部改修・機械整備
  - 6月6日 - プール改築
- 2013年4月1日 - 学校給食調理業務を民間委託する

## 教育目標
- 自ら学ぶ子
- 心豊かな子
- たくましい子

## 学校行事
| - 4月 入学式・始業式 - 5月 - 6月 プール開き | - 7月 終業式 夏休み - 8月 夏休み - 9月 始業式 | - 10月 - 11月 - 12月 終業式 | - 1月 始業式 - 2月 - 3月 卒業式・終業式 |

## 通学区域
- 東京都大田区[2]
  - 東矢口一丁目5番から7番、9番の一部、10番の一部、11番から18番
  - 東矢口二丁目1番、9番から12番、17番、18番、20番
  - 東矢口三丁目全域
  - 多摩川一丁目2番の一部、3番
  - 新蒲田二丁目5番の一部、6番から9番
  - 池上七丁目30番
  - 西蒲田七丁目38番、54番から58番

## 進学先中学校
- 大田区立安方中学校
- 大田区立御園中学校

## 校区内の主な施設
- 蓮沼児童館

## 交通
- 東日本旅客鉄道（JR東日本）
- 京浜東北線蒲田駅より徒歩13分

- 東急電鉄
- 池上線蓮沼駅より徒歩3分
- 東急多摩川線矢口渡駅より徒歩8分

## 著名な出身者
- 森田健作（政治家、俳優）
- 阿部巧（サッカー選手）
- 川島和正（ビジネス書作家）